# Adriaan Smout
Adriaan Joriszoon Smout (1580-1646) was een Nederlands predikant die een grote rol speelde in het godsdienstig conflict dat de protestanten verdeelde in de eerste decennia van de 17e eeuw.

## Leven en werk
Smout studeerde theologie in Leiden tussen 1595 en 1600, waarna hij terugkeerde naar Rotterdam. Van 1604 tot 1606 was hij predikant in Rhoon, daarna lijkt hij hulppredikant te zijn geweest van de orthodoxe dominee Cornelius Geselius. In 1609 werd hij predikant te Delfshaven. Na de mislukking in 1613 van de "Schriftuurlijke conferentie" tussen Remonstranten en Contra-Remonstranten in Delft mengde Smout zich in de strijd met een pamflet. Op de vraag of vijf ter conferentie besproken punten de zaligheid, en dus de kern van het geloof, raakten, antwoordde hij met een  "Schriftuerlic Ja". Van de Staten van Holland eiste hij een meer strikte handhaving van de religie door het opleggen van de doodstraf voor Godslastering en ketterij. Hierop werd Smout door de Staten van Holland verbannen naar 's Gravenzande.
In 1618 werd door het ingrijpen van prins Maurits de strijd beslist in het voordeel van de Contra's. De verbanning van Smout werd opgeheven, en in september 1620 kreeg hij beroep in Amsterdam, waar de Contra-Remonstranten de boventoon voerden. Met zijn collega's Trigland en Cloppenborch oefende hij grote invloed uit op de vroedschap.
Die invloed leidde in 1622 tot de sluiting van de Nederduitse Academie van Samuel Coster, waarmee de dominees vooral de doopsgezinde dichter Joost van den Vondel in het geweer brachten. Menig hekeldicht wijdde deze aan het drietal, waarbij Smout werd aangeduid als "haantje dickkop vande Mase". Voorlopig kraaide dat haantje victorie, en vooral 's zondags op de kansel als hij zijn gehoor aanmoedigde tot geloofsijver en strijd tegen alles wat buiten het bereik van de gereformeerde kerk viel. Keer op keer eiste hij van de politiek een handhaving van het verbod op samenkomst van Remonstranten. 

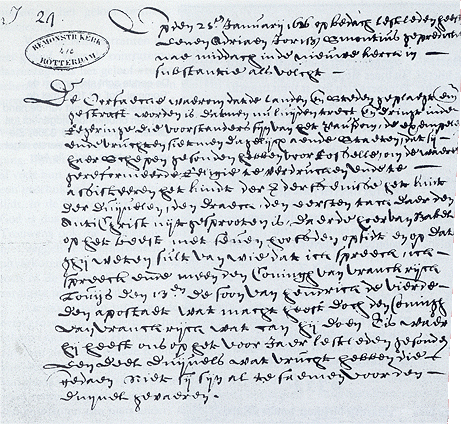
Samenvatting van een preek van Smout uit 1626

Op 13 en 14 april 1626 werd de woning van een Arminiaan volkomen verwoest door een menigte die daartoe was opgehitst door ds. Smout. Deze prees de daders de zondag daarop vanaf de kansel als "Instrumenten die God gebruyckt en aandrijft tot dit gants noodige werck, de verstrooringh  der ketterije".
In 1627 kreeg Amsterdam een meer liberaal stadsbestuur, waarna er spanningen ontstonden over het handhaven van de "ware religie". Smout preekte tegen de burgemeesters en ging zover te zeggen, "dat men zulke slappe overheden met een schip nae de Volewijk (galgenveld) behoorde te vaeren, om ze door een hennepe venster te leeren starrekijken". Sinds dat bekend was geworden, woonden elke zondag een paar leden van de Vroedschap de dienst van Smout bij. Ter verantwoording geroepen en geconfronteerd met zijn eigen woorden zei hij: ‘Mijne Heeren, valt God alsnoch te voet ende bidt Hem om vergiffenis, desisteert ook [= ziet ook af] van uwe begonnen proceduren, want anders doende, sult gij u en uwe kinderen om hals brengen. Ten slotte werd Smout op 7 januari 1630 de stad uitgezet.
Smout had een enorme bibliotheek, en verdiepte zich in zijn studentenjaren ook in de wereldlijke muziek van zijn tijd en daarvoor. Hij geldt als de samensteller van het Luitboek van Thysius, een liedbundel die door Joannes Thysius na de dood van Smout  in 1646 werd aangekocht uit de veiling van diens boekerij.